# مجموعه بقاع روستای جمال کر
مجموعه بقاع جمال کر که شامل دو بقعه می‌شوند.طبق برخی منابع این بقعه مربوط به دوره صفویه است
بقعه در شهرستان ممسنی، بخش ماهورمیلانی، منطقه میشان واقع شده و این اثر در تاریخ ۲۳ بهمن ۱۳۸۰ با شمارهٔ ثبت ۴۷۱۵ به‌عنوان یکی از آثار ملی ایران به ثبت رسیده است.